# أسماك الحطام
أسماك الحطام (الاسم العلمي: Polyprionidae)، فصيلة أسماك من رتبة الفرخيات.
وهي أسماك بحرية تعيش المياه العميقة ويمكن العثور عليها في قاع المحيط، حيث تقطن في الكهوف وحطام السفن (ومن هنا أتى اسمها الشائع). اسمها العلمي من اليونانية القديمة بولي "poly" وتعني «كثير» وبريون "prion" وتعني «المنشار»، في إشارة إلى زعانفها الشوكية البارزة.
تعتبر أسماك الحطام الأطلسية (Polyprion americanus) من الأنواع التجارية المعمرة في البحر الأبيض المتوسط وجنوب شرق المحيط الهادئ والمحيط الأطلسي.